# Mourad Aliev
Mourad Aliev (Moscú, 31 de julio de 1995) es un deportista francés que compite en boxeo. En los Juegos Europeos de Minsk 2019 obtuvo una medalla de plata en la categoría de +91 kg.

## Palmarés internacional
| Juegos Europeos | Juegos Europeos     | Juegos Europeos  | Juegos Europeos |
| Año             | Lugar               | Medalla          | Categoría       |
| --------------- | ------------------- | ---------------- | --------------- |
| 2019            | Minsk (Bielorrusia) | Medalla de plata | +91 kg          |